# Бёрнонвиль, Пьер Риель де
Пьер Рие́ль, маркиз де Бёрнонви́ль (фр. Pierre Riel de Beurnonville; 10 мая 1752, Шампиньоль-ле-Мондевиль — 23 апреля 1821, Париж) — французский военачальник и дипломат; маршал Франции.

## Биография
Пьер Риель де Бёрнонвиль родился 10 мая 1752 года во Франции в местечке Шампиньоль-ле-Мондевиль (ныне — департамент Об).
С 1779 по 1781 годы служил в ост-индских колониях, но, несправедливо лишённый места, в 1789 году вернулся во Францию и вступил в швейцарскую роту графа д’Артуа.

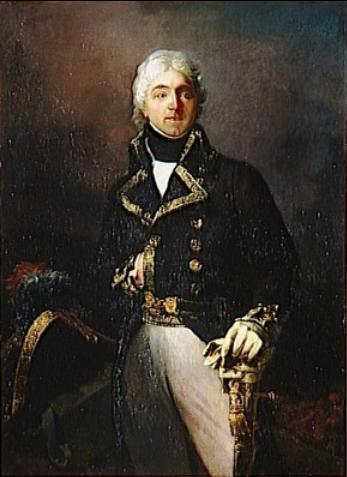
Пьер Риель де Бёрнонвиль

При совершившемся во Франции перевороте он примкнул к революционной партии и в 1792 году участвовал в борьбе против иностранного вторжения: состоя при генерале Люкнере, участвовал в организации Северной армии; затем сражался при Вальми и успешно оборонял Лилль.
В 1793 году был назначен военным министром. Когда Дюмурье, задумав план государственного переворота, хотел привлечь Бёрнонвиля на свою сторону, он доложил об этом Конвенту, который 1 апреля 1793 года послал его с четырьмя комиссарами арестовать Дюмурье. Но последний сам арестовал присланных за ним и выдал их австрийцам. После 33-месячного заключения в Ольмюце все они были обменены на герцогиню Ангулемскую (в ноябре 1795 года).
После возвращения в Париж Бёрнонвиль получил начальство над Северной армией, но должен был в 1798 году оставить пост из-за расстройства здоровья, и тогда Директория наименовала его генералом-инспектором пехоты.
В 1800 году он был чрезвычайным послом в Берлине, а в 1802 году — в Мадриде; в 1805 году стал сенатором, в 1809 году — получил графское достоинство.
В 1814 году Бёрнонвиль отдал свой голос за низложение Наполеона. Людовик XVIII возвёл его в пэры Франции, а в 1816 году сделал маршалом. В 1817 году он принял прежний титул маркиза.
Пьер Риель де Бёрнонвиль умер 23 апреля 1821 года в столице Франции и был похоронен на Пер-Лашезе (участок 39).

## Посмертная память
Имя маршала Бёрнонвиля значится на северной стороне Триумфальной арки в Париже.